# سگودون
سگودون (به ژاپنی: 西郷どん Segodon) نام یک مجموعه تلویزیونی تاریخی و پنجاه و هفتمین سری از فیلم‌های مجموعه تلویزیونی تایگا است. این مجموعه ۵۰ قسمت دارد و توسط ان‌اچ‌کی در سال ۲۰۱۸ میلادی پخش می‌شود. داستان این مجموعه در مورد سایگو تاکاموری است.

## بازیگران

### خانواده سایگو
- ریوهی سوزوکی در نقش سایگو تاکاموری
  - آئو واتانابه در نقش کوکیچی (تاکاموری نوجوان)
- کیکو ماتسوزاکا در نقش سایگو ماسا، مادر تاکاموری
- میوری کازاما در نقش سایگو کوچیبئی، پدر تاکاموری
- آی هاشیموتو در نقش سوگا، اولین همسر تاکاموری
- هارو کوروکی در نقش ایوایاما ایتو، سومین همسر تاکاموری
  - کونومی واتانابه در نقش ایتو نوجوان
- ریو نیشی کیدو در نقش سایگو جودو، یکی از برادران تاکاموری
  - تائیو ساتو در نقش سایگو شینگو (جودو نوجوان)
- گوتا واتابه در نقش سایگو کیچیجیرو، یکی از برادران تاکاموری
  - تاکه‌تو آرای در نقش کیچیجیرو نوجوان
- یوکی کاشیواگی در نقش سایگو سونو، همسر کیچیجیرو
- نانامی ساکورابا در نقش سایگو کوتو، یکی از خواهران تاکاموری
  - یوکی کوریموتو در نقش کوتو نوجوان
- یوکایانو در نقش سایگو یاسو، یکی از خواهران تاکاموری
- کومی میزونو در نقش کیمی، مادربزرگ تاکاموری
- کون اومورا در نقش سایگو ریومون، پدربزرگ تاکاموری
- موگا تسوکاجی (اژدهای مست) در نقش کوماکیچی
- مایوکو سایگو در نقش سایگو ساکوراکو
- مایکا هارادر نقش سایگو تاکا، یکی از خواهران تاکاموری

### خانواده اوکوبو
- ایتا (هنرپیشه) در نقش اوکوبو توشیمیچی[۱]
  - تاتسوکی ایشیکاوا در نقش توشیمیچی نوجوان
- میمورا (هنرپیشه) در نقش اوکوبو ماسا، همسر توشیمیچی
- میتسورو هیراتا در نقش اوکوبو جیئمون، پدر توشیمیچی
- ماریکو فوجی در نقش اوکوبو فوکو، مادر توشیمیچی
- تامامی کوساکا در نقش اوکوبو سوماً
- یوکی اوچیدا در نقش اویو

### قلمروی ساتسوما
- کن واتانابه در نقش شیمازو ناری‌آکیرا، ارباب تاکاموری
- مونه‌تاکا آئوکی در نقش شیمازو هیسامیتسو
- تاکشی کاگا در نقش شیمازو ناری‌اوکی
- رومیکو کویاناگی در نقش یورا
- رایتا ریو در نقش زوشو هیروساتو
- سییا اوسادا در نقش شیمازو تادایوشی
  - راسی ناکاجیما در نقش موچیهیسا نوجوان
- نوهو تادا در نقش کیکو
- یوکیا کیتامورا در نقش اویاما کاکونوسوکه (بعدها اویاما تسونایوشی)
  - نائوکی اینوکای در نقش کاکونوسکه نوجوان
- میتسوئومی تاکاهاشی در نقش آریمورا شونسای (بعدها کائدا نوبویوشی)
  - یوتو ایکدا در نقش شونسای نوجوان
- آراتا هوری در نقش موراتا شینپاچی
  - کنشیرو کاتو در نقش شینپاچی نوجوان
- ایکی ساوامورا در نقش آکایاما یوکیئه
- جون ایتودا در نقش کاتسورا هیساتاکه
- یو توکوی در نقش یامادا تامه‌هیسا
- شیوایچیرو ماسودا در نقش آریما شینشیچی
  - ماساکی ایزاوا در نقش شینشیچی نوجوان
- تاکورو اونو در نقش ناکامورا هانجیرو
  - روکیتو ناکامورا در نقش هانجیرو نوجوان
- مانابو هامادا در نقش ساکودا تومونوشین
- شیئوری سوگیئوکا در نقش اوآکی
- تومویا وارابینو در نقش ابیهارا شیگه‌کاتسو
- کیتا ماچیدا در نقش کوماتسو کیوکادو
- یوشیماسا کوندو در نقش تاناکا یونوسوکه
- آیومی تانیدا در نقش کوبا دن نای
- تپی آکاشی در نقش ناراهارا شیگه‌رو
- یوکی ایزومیساوا در نقش کاواجی توشییوشی

عموم مردم
- رین تاکاناشی در نقش فوکی
  - رینکا کاکیهارا در نقش فوکی نوجوان
- تاکو سوزوکی (اژدهای مست) در نقش هیروکو، پدر فوکی
- سومیه ساساکی در نقش ایشی، پدربزرگ کوماکیجی
- فوجیتا اوکاموتو در نقش ایتاگاکی یوساجی
- توشییوکی کیتامی در نقش ایجواین نائوگورو، پدر سوگا
- ماسایوکی شیونویا در نقش ایویاما نائوآتسو، پدر ایتو

مردم آمامی اوشیما
- فومی نیکاایدو در نقش آکی آنا، دومین همسر تاکاموری
- آکیرا اموتو در نقش ریو سامین
- میدوری کیئوچی در نقش ایشیچیو کانه
- ناتسوکو آکییاما در نقش یوتا
- تسوتومو تاکاهاشی در نقش تومیکن
- هونامی کوراشینا در نقش کومورومه
- آنا ساتو در نقش ساتوچیو کانه

مردم اوکینوارابوجیما
- رنجی ایشیباشی در نقش کاواگوچی سپو
- یوشیکی سایتو در نقش تسوچیموچی ماساترو
- یوکو اوشیما در نقش تسوچیموچی تسورو

### قلمروی چوشو
- تسوتسوجی تامایاما در نقش کیدو تاکایوشی (بعداً کیدو تاکایوشی)
- هایاشییا شوزو نهم در نقش اومورا ماسوجیرو
- کنتا هامانو در نقش ایتو هیروبومی
- هیکارو فوتاگامی در نقش کوساکا گنزوی
- اوسائومو کائو در نقش شیراایشی شوایچیرو
- ریکی چوشو در نقش کیجیما ماتابی
- مانابو انو در نقش کیکیوا کنموتسو

### قلمروی توسا
- شون اوگوری در نقش ساکاموتو ریوما
- آسامی میزوکاوا در نقش ناراساکی ریو، همسر ریوما
- شوگو یاماگوچی در نقش ناکائوکا شینتارو
- آکیرا اوتاکا در نقش یامائوچی تویوشیگه، ارباب توسا
- ریو سگاوا در نقش گوتو شوجیرو

### قلمروی فوکوئی
- کانجی تسودا در نقش ماتسودایرا یوشیناگا
- شونسوکه کازاما در نقش هاشیموتو سانای
- آساهی یوشیدا در نقش ناکانه یوکیئه

### شوگون‌سالاری توکوگاوا
- شوتا ماتسودا در نقش توکوگاوا یوشینوبو، آخرین شوگون
- کنیچی اندو در نقش کاتسو کایشو
- نائوکی ماتایوشی در نقش توکوگاوا ایه‌سادا، شوگون سیزدهم
- تاموتسو کانشوجی در نقش توکوگاوا ایه‌موچی، شوگون چهاردهم
  - تووا آراکی در نقش ایه‌موچی نوجوان
- نائوهیتو فوجیکی در نقش آبه ماساهیرو
- شیرو سانو در نقش ای نائوسوکه
- شینجی آساکورا در نقش هوتا ماسایوشی
- ساتوشی جیمبو در نقش ناگانو شوزن
- تاکاهیرو فوجی موتو در نقش یامائوکا تشو
- جوندای یامادا در نقش هیرائوکا انشیرو
- ماسامی هوریئوچی در نقش ایتاکورا کاتسوکیو

اواوکو
- کیکو کیتاگاوا در نقش تنشو-این
- یوکو مینامینو در نقش ایکوشیما، مربی تنشو-این
- پینکو ایزومی در نقش هونجواین، مادر شوگون سیزدهم

### آیزو
- کاشیوابارا شوجی در نقش ماتسودایرا کاتاموری

### دودمان یاماتو
- ناکامورا کوتاروی ششم در نقش امپراتور کومی
- نومورا مان‌نوجوی ششم در نقش امپراتور میجی
- تسوروبه شوفوکوتی در نقش ایواکورا تومومی
- تومیوکی کونیهیرو در نقش کونوئه تاداهیرو
- نومورا مانزوی نهم در نقش سانجو سانه‌تومی
- تاکشی ناداگی در نقش شاهزاده کونی آساهیکو

### خارجیان
- تین کمس در نقش هری اسمیت پارکز
- بلیک کرافورد در نقش تاونسند هریس
- ژیل بوفیس در نقش لئون روچس
- نوآم کتس در نقش چارلز لنکس ریچاردسون

### دیگران
- ماساتو ایبو در نقش توکوگاوا ناری‌آکی، پدر توکوگاوا یوشینوبو، شوگون پانزدهم
- اونوئه کیکونوسوکه پنجم در نقش گتشو
- کیمی‌هیکو هاسه‌گاوا در نقش داته مونه‌ناری
- تاکایاسو کومیا در نقش توکوگاوا یوشی‌کاتسو
- تاکایا ساکودا در نقش اتو شیمپی
- میچیکو تاناکا در نقش تاما
- تاکاشی تومه در نقش دن ئمون
- هیتوری گکیدان در نقش ناکاهاما مانجیرو
- هارونا کوندو (هاریسنبون) در نقش تورا